# Joyciline Jepkosgei
Joyciline Jepkosgei (ur. 8 grudnia 1993) – kenijska lekkoatletka, biegaczka długodystansowa.
Medalistka mistrzostw Kenii.
Brązowa medalistka mistrzostw Afryki w biegu na 10 000 metrów (2016).
1 kwietnia 2017, podczas półmaratonu w Pradze, ustanowiła rekordy świata na czterech dystansach: 10 kilometrów (30:05), 15 kilometrów (45:37), 20 kilometrów (1:01:25) oraz w półmaratonie (1:04:52). 22 października br. w Walencji Kenijka ponownie pobiła rekord świata w półmaratonie o jedną sekundę.
W 2018 roku wywalczyła wicemistrzostwo świata w półmaratonie w tym samym mieście.

## Osiągnięcia
| Rok  | Impreza                           | Miejsce  | Konkurencja           | Pozycja    | Wynik    |
| ---- | --------------------------------- | -------- | --------------------- | ---------- | -------- |
| 2016 | Mistrzostwa Afryki                | Durban   | bieg na 10 000 metrów | 3. miejsce | 31:28,28 |
| 2018 | Mistrzostwa świata w półmaratonie | Walencja | półmaraton            | 2. miejsce | 1:06:54  |

## Rekordy życiowe
- bieg na 10 kilometrów – 29:43 (2017) rekord świata
- bieg na 15 kilometrów – 45:37+ (2017) do 2019 rekord świata
- bieg na 20 kilometrów – 1:01:25+ (2017) do 2020 rekord świata
- półmaraton – 1:04:51 (2017) do 2020 rekord świata